# Norman Foster Ramsey
Norman Foster Ramsey Jr. (Washington, 27 agosto 1915 – Wayland, 4 novembre 2011) è stato un fisico statunitense, vincitore, insieme a Wolfgang Paul e Hans Dehmelt, del premio Nobel per la fisica nel 1989, per «l'invenzione del metodo dei campi oscillatori separati e il suo utilizzo nel maser ad idrogeno e in altri orologi atomici». A Ramsey è stata assegnata la metà del premio.

## Biografia

### Studi
Nasce a Washington da una famiglia di origini scozzesi e tedesche. Si è laureato presso la Columbia University nel 1935. Nel 1940 ha ottenuto il titolo di dottore di ricerca, sempre alla Columbia.

### Carriera accademica e premio Nobel
Professore di fisica presso l'Università Harvard dal 1947, Ramsey ha ricoperto diverse cariche per il governo statunitense e per organizzazioni internazionali (come la Commissione per l'energia atomica e la NATO). Nel 1989 ha vinto il premio Nobel per la fisica per l'invenzione del metodo dei campi oscillatori separati, che ha avuto importanti applicazioni nella costruzione di orologi atomici. A Ramsey è stata assegnata la metà del premio, mentre Hans Dehmelt e Wolfgang Paul, anch'essi premiati nel 1989, hanno ricevuto un quarto di premio ciascuno, con una diversa motivazione.
Ramsey ha, inoltre, collaborato alla fondazione del Brookhaven National Laboratory, una struttura del Dipartimento dell'Energia degli Stati Uniti, e del Fermilab.